# 1 Giant Leap (álbum)
1 Giant Leap es el álbum debut de la banda inglesa homónima. Iniciada en octubre de 1999 por sus dos miembros Jamie Catto y Duncan Bridgeman, viajaron alrededor del mundo durante seis meses para grabar voces y música de varios vocalistas y músicos de Senegal, Ghana y otros países africanos y los Estados Unidos, retornando a Londres en marzo de 2000. El álbum fue distribuido en DVD en septiembre de 2002.

## Lista de canciones
| N.º | Título                                                                 | Duración |  |
| 1.  | «Dunya Salam» (con Baaba Maal)                                         | 2:55     |  |
| 2.  | «My Culture» (con Robbie Williams y Maxi Jazz)                         | 5:39     |  |
| 3.  | «The Way You Dream» (con Michael Stipe, Whirimako Black y Asha Bhosle) | 8:20     |  |
| 4.  | «Ma' Africa» (con The Mahotella Queens y Ulali)                        | 4:48     |  |
| 5.  | «Braided Hair» (con Speech y Neneh Cherry)                             | 4:03     |  |
| 6.  | «Ta Moko» (con Whirimako Black)                                        | 5:09     |  |
| 7.  | «Bushes» (con Baaba Maal)                                              | 6:34     |  |
| 8.  | «Passion» (con Michael Franti)                                         | 5:46     |  |
| 9.  | «Daphne» (con Eddi Reader, The Mahotella Queens y Revetti Sakalar)     | 7:03     |  |
| 10. | «All Alone (On Eilean Shona)»                                          | 7:50     |  |
| 11. | «Racing Away» (con Grant Lee Phillips y Horace yy)                     | 5:59     |  |
| 12. | «Ghosts» (con Eddi Reader)                                             | 6:36     |  |